# Oplopomus caninoides
Oplopomus caninoides é uma espécie de peixe da família Gobiidae e da ordem Perciformes.

## Morfologia
- Os machos podem atingir 7,5 cm de comprimento total.[4][5]

## Habitat
É um peixe marítimo, de clima tropical e associado aos recifes de coral que vive entre 49–66 m de profundidade.

## Distribuição geográfica
É encontrado nas Maldivas e Nova Caledónia

## Observações
É inofensivo para os humanos.